# Amphoe Khao Chaison
Amphoe Khao Chaison (thailändisch อำเภอ เขาชัยสน) ist ein  Landkreis (Amphoe – Verwaltungs-Distrikt) in der Provinz Phatthalung. Die Provinz Phatthalung liegt in der Südregion von Thailand, etwa 840 km südlich von Bangkok auf der Malaiischen Halbinsel.

## Geographie
Benachbarte Distrikte und Gebiete (von Süden im Uhrzeigersinn): die Amphoe  Bang Kaeo, Tamot, Kong Ra und Mueang Phatthalung in der Provinz Phatthalung sowie Amphoe Krasae Sin in der Provinz Songkhla.
Der Osten des Kreises liegt am Ufer des Sees Thale Luang.

## Geschichte
Khao Chaison wurde 1923 zunächst als Unterbezirk (King Amphoe) Lampam (ลำปำ) als Teil von Mueang Phatthalung eingerichtet. Er bestand aus den beiden Gemeinden Lampam und Han Po.
Am 1. November 1939 wurden die Gemeinden Lampam, Phaya Khan und Khuan Maphrao wieder direkt dem Mueang Distrikt untergeordnet, während Khao Chaison und Khuan Khanun des Mueang Distrikts wie auch Tha Duea und Chong Thanon von Pak Phayun dem Unterbezirk zugeordnet wurden.
Gleichzeitig wurde die Verwaltung ebenfalls nach Khao Chaison verlegt.
Im Jahr 1940 wurde der Unterbezirk in Khao Chaison nach dem zentralen  Tambon umbenannt.
Am 1. Januar 1953 wurde Khao Chaison zum Amphoe heraufgestuft.

## Verwaltung

### Provinzverwaltung
Khao Chaison ist in fünf Unterbezirke (Tambon) eingeteilt, welche weiter in 56 Dorfgemeinschaften (Muban) unterteilt sind.
| Nr. | Name         | Thai    | Muban | Einw.  |
| --- | ------------ | ------- | ----- | ------ |
| 1.  | Khao Chaison | เขาชัยสน | 14    | 13.560 |
| 2.  | Khuan Khanun | ควนขนุน  | 10    | 08.411 |
| 5.  | Chong Thanon | จองถนน  | 07    | 03.620 |
| 6.  | Han Pho      | หานโพธิ์  | 11    | 08.577 |
| 7.  | Khok Muang   | โคกม่วง  | 14    | 10.216 |

Hinweis: die fehlenden Nummern (Geocodes) beziehen sich auf die Tambon, aus denen Amphoe Bang Kaeo besteht.

### Lokalverwaltung
Es gibt drei Kleinstädte (Thesaban Tambon) im Landkreis:
- Khao Chaison (เทศบาลตำบลเขาชัยสน) besteht aus Teilen des Tambon Khao Chaison.
- Khok Muang (เทศบาลตำบลโคกม่วง) besteht aus dem gesamten Tambon Khok Muang.
- Chong Thanon (เทศบาลตำบลจองถนน) besteht aus dem gesamten Tambon Chong Thanon.

Außerdem gibt es drei „Tambon-Verwaltungsorganisationen“ (TAO, องค์การบริหารส่วนตำบล) für die Tambon oder die Teile von Tambon im Landkreis, die zu keiner Stadt gehören.